# Жонін Михайло Геннадійович
Михайло Геннадійович Жонін (нар. 6 листопада 1974, Нова Каховка, Херсонська область) — український актор театру, кіно та дубляжу

## Біографія
Народився 6 листопада 1974 року у місті Нова Каховка на Херсонщині.
У 1995 році закінчив Київський національний університет театру, кіно і телебачення імені Івана Карпенка-Карого (курс М. Рушковського). Перша проба сил в кіно відбулася в 2002 році, коли режисери Борис Небцерідзе і Володимир Попков затвердили Михайла на епізодичну роль в серіалі «Лялька». Свого першого головного героя Михайло зіграв в 2008 році, в українській містичній мелодрамі «Зачароване кохання». Після виходу на екранах першого україномовного серіалу про медиків «Черговий лікар» Михайло Жонін набув популярності не тільки в Україні, але і в Казахстані, де теж демонструвався цей фільм. Актор зіграв одного з головних героїв - хірурга Андрія Мазура.
Співпрацював з театрами «Ательє 16», «Київський академічний театр драми і комедії на лівому березі Дніпра», «Вільний» та іншими. Сьогодні робить благодійні ярмарки.
В стосунках з Ольгою Пінською - організаторкою концертів, фестивалей, подій. Концертним директором.

## Фільмографія
- «Лялька» (2002)
- «Роксолана-3» (2003)
- «Евиленко» (2004)
- «Попіл Феніксу» (2004)
- «Пересохла земля» (2004)
- «Близькі люди» (2005)
- «Один за всіх» (2005)
- «Золоті хлопці» (2005)
- «Новий російський романс» (2005)
- «Повернення Мухтара» (2—4 сезони) (2005—2006)
- «Плюс нескінченність» (2005—2006)
- «Ангел із Орлі» (2006)
- «Богдан Зиновій-Хмельницький» (2006)
- «Дурдом» (2006)
- «Саквояж з світлим майбутнєм» (2006)
- «Таємниця „Святого Патрика“» (2006)
- «Янгол-охоронець» (2007)
- «Жага екстриму» (2007)
- «Російський трикутник» (2007)
- «Дорогі діти» (2008)
- «Заповіт ночі» (2008)
- «За все тобі дякую-3» (2008)
- «Зачароване кохання» (2008)
- «Загін» (2008)
- «Блудні діти» (2009)
- «Легенди зачарованого кохання» (2009)
- «Правила угону» (2009)
- «При загадкових обставинах» (2009)
- «Випадковий запис» (2009)
- «Снігирь» (2009)
- «Брат за брата» (2010—2014)
- «Вчора закінчилась війна» (2010)
- «Коли на південь полетять журавлі» (2010)
- «Мама напрокат» (2010)
- «Мисливці за караванами» (2010)
- «Я тебе нікому не віддам» (2010)
- «Ефросинья» (2010—2013)
- «Доставити за будь-яку ціну» (2011)
- «Доярка з Хацапетовки-3» (2011)
- «„Кедр“ пронизує небо» (2011)
- «Костоправ» (2011)
- «Кульбабка» (2011)
- «Пончик Люся» (2011)
- «Ялта-45» (2011)
- «Лють» (2011)
- «Я тебе ніколи не забуду» (2011)
- «Я прийду сама» (2012)
- «Менти. Таємниці великого міста» (2012)
- «Мріяти не шкідливо» (2012)
- «Німий» (2012)
- «Батьковий інстинкт» (2012)
- «Порох і дріб» (2012)
- «Смерть шпигунам. Прихований ворог» (2012)
- «Бомба» (2013)
- «Нюхач» (2013)
- «Креденс» (2013)
- «Пастка» (2013)
- «Пізне каяття» (2013)
- «Птах у клітці» (2013)
- «Такі красиві люди» (2013)
- «Вбити двічі» (2013)
- «Жіночий лікар-2» (2013)
- «Піти, щоб повернутись» (2013)
- «Білі вовки-2» (2014)
- «Вітер в обличчя» (2014)
- «Легковажна жінка» (2014)
- «Особиста справа» (2014)
- «Пограбування по-жіночому» (2014)
- «Пляж» (2014)
- «Відьма» (2015)
- «Гетьман» (2015)
- «Жереб долі» (2015)
- «Ніконов і Ко» (2015)
- «Останній яничар» (2015)
- «Офіцерські дружини» (2015)
- «За законом воєнного часу» (2015)
- «Володимирська, 15» (2015—2016)
- «Пес» (2015—2021)
- «Громадянин Ніхто» (2016)
- «Два життя» (2016)
- «Забудь і згадай» (2016)
- «Коли минуле попереду» (2016)
- «Між любов'ю та ненавистю» (2016)
- «На лінії життя» (2016)
- «Палець» (2016)
- «Розщеплені на атоми» (2016)
- «Черговий лікар» (2016—2019)
- «Перехрестя» (2017)
- «Замкнене коло» (2018)
- «Скарбниця життя» (2018)
- «Розтин покаже» (2019)
- «Ялинка на мільйон» (2019)
- «Контакт» (2019)
- «Та, що бачить завтра» (2019)
- «Закляті друзі» (2020)
- «Булатов» (2020)
- «Провінціал» (2020)
- «Якщо кохаєш, скажи» (2021)
- «Велика прогулянка» (2022)
- «Штурм» (2022)

## Дублювання та озвучення
Сотні ролей українською та російською для студій та телеканалів «ictv», «Le Doyen», «Постмодерн»‚ «Starlight Production» та інших.
Дубляж кінофільмів
| Роки | назва                                      | оригінальна назва                                   | роль                                | Примітки                                     |
| ---- | ------------------------------------------ | --------------------------------------------------- | ----------------------------------- | -------------------------------------------- |
| 1993 | Парк Юрського періоду                      | Jurassic Park                                       | Арнольд                             | дубляж студії LeDoyen Studio, 2013 рік       |
| 1994 | Кримінальне чтиво                          | Pulp Fiction                                        | Вінсент Вега                        | дубляж студії «Так Треба Продакшн», 2019 рік |
| 1999 | Мумія                                      | The Mummy                                           | Рік О'Коннел                        |                                              |
| 2001 | Атлантида: Загублена імперія               | Atlantis: The Lost Empire                           | Гуртівка на початку, написи і назва | дубляж студії «Невафільм Україна», 2008 рік  |
| 2002 | 101 Далматинець 2: Пригоди Патча в Лондоні | 101 Dalmatians II: Patch's London Adventure         |                                     | Роджер                                       |
| 2002 | Планета скарбів                            | Treasure Planet                                     |                                     | Додатковий акторський склад                  |
| 2003 | Люди Ікс 2                                 | X2: X-Men United                                    | Лоґан / Росомаха                    |                                              |
| 2003 | Халк                                       | Hulk                                                | Стен Лі та деякі інші ролі          |                                              |
| 2003 | Братик ведмедик                            | Brother Bear                                        | Цап                                 | дубляж студії «Невафільм Україна», 2008 рік  |
| 2005 | Острів                                     | The Island                                          | Альберт Лоурент                     |                                              |
| 2005 | Фантастична четвірка                       | Fantastic Four                                      | Бен Грімм / Істота                  |                                              |
| 2006 | Гарфілд 2: Історія двох котиків            | Garfield: A Tail of Two Kitties                     |                                     | Додатковий акторський склад                  |
| 2006 | Казино Рояль                               | Casino Royale                                       | Джеймс Бонд                         |                                              |
| 2007 | Павутиння Шарлотти                         | Charlotte’s Web                                     | Кінь                                |                                              |
| 2007 | Слідопит (фільм, 2007)                     | Pathfinder                                          |                                     | Додатковий акторський склад                  |
| 2007 | Ідеальний незнайомець                      | Perfect Stranger                                    | Гарісон Гіл                         |                                              |
| 2007 | Стрілець                                   | Shooter                                             | Боб Лі Сваґер                       |                                              |
| 2007 | Круті фараони                              | Hot Fuzz                                            | Сержант Ніколас Ангел               |                                              |
| 2007 | Єлизавета: Золотий вік                     | Elizabeth: The Golden Age                           | Сір Волтер Рейлі                    |                                              |
| 2007 | Скарб нації 2: Книга Таємниць              | National Treasure: Book of Secrets                  |                                     | Додатковий акторський склад                  |
| 2008 | Війна Чарлі Вілсона                        | Charlie Wilson's War                                |                                     | Додатковий акторський склад                  |
| 2008 | Монстро                                    | Cloverfield                                         |                                     | Додатковий акторський склад                  |
| 2008 | В прольоті                                 | Forgetting Sarah Marshall                           |                                     | Додатковий акторський склад                  |
| 2008 | Як відбити наречену                        | Made of Honor                                       |                                     | Додатковий акторський склад                  |
| 2008 | Хроніки Нарнії: Принц Каспіан              | The Chronicles of Narnia: Prince Caspian            | Генерал Ґлозел                      |                                              |
| 2008 | Панда Кунг-Фу                              | Kung Fu Panda                                       | Тайлунь                             |                                              |
| 2008 | Грім у тропіках                            | Tropic Thunder                                      | Кірк Лазарус                        |                                              |
| 2008 | Дзеркала                                   | Mirrors                                             | Бен Карсон                          |                                              |
| 2008 | Феї                                        | Tinker Bell                                         |                                     | Додатковий акторський склад                  |
| 2008 | Подорож до центру Землі                    | Journey to the Center of the Earth 3D               | Тревор Андерсон                     |                                              |
| 2008 | Макс Пейн                                  | Max Payne                                           | Бравура                             |                                              |
| 2008 | Квант милосердя                            | Quantum of Solace                                   | Джеймс Бонд                         |                                              |
| 2008 | Перевізник 3                               | Transporter 3                                       | Отто                                |                                              |
| 2008 | Вольт (мультфільм)                         | Bolt                                                |                                     | Додатковий акторський склад                  |
| 2008 | Чотири Різдва                              | Four Christmases                                    | Бред                                |                                              |
| 2009 | Завжди кажи «Так»                          | Yes Man                                             | Вес Паркер                          |                                              |
| 2009 | Дорослі забави                             | Role Models                                         | Кузик                               |                                              |
| 2009 | Загадкова історія Бенджаміна Баттона       | The Curious Case of Benjamin Button                 | Капітан Майк Кларк                  |                                              |
| 2009 | Австралія                                  | Australia                                           | Дровер                              |                                              |
| 2009 | Рожева пантера 2                           | The Pink Panther 2                                  | Алонсо Авелланеда                   |                                              |
| 2009 | Інтернаціональ                             | The International                                   | Луїс Селінджер                      |                                              |
| 2009 | Подвійна гра                               | Duplicity                                           | Рей Кован                           |                                              |
| 2009 | Перлини дракона: Еволюція                  | Dragonball Evolution                                | Роші                                |                                              |
| 2009 | Люблю тебе, чувак                          | I Love You, Man                                     | Сідні Файф                          |                                              |
| 2009 | Відьмина гора                              | Race to Witch Mountain                              | Джек Бруно                          |                                              |
| 2009 | Блондинки в законі                         | Legally Blondes                                     | Річард (тато) і диктор              |                                              |
| 2009 | Типу крутий охоронець                      | Observe and Report                                  |                                     | Додатковий акторський склад                  |
| 2009 | Ангели і демони                            | Angels & Demons                                     | Інспектор Оліветі                   |                                              |
| 2009 | Ніч у музеї 2                              | Night at the Museum: Battle of the Smithsonian      | Кастер                              |                                              |
| 2009 | Похмілля у Вегасі                          | The Hangover                                        | Філ Веннек                          |                                              |
| 2009 | Вперед і вгору                             | Up                                                  | Альфа                               |                                              |
| 2009 | Джонні Д.                                  | Public Enemies                                      | Генрі Сюйдам                        |                                              |
| 2009 | G.I. Joe: Атака Кобри                      | G.I. Joe: Retaliation                               | Лікар                               |                                              |
| 2009 | Безславні виродки                          | Inglourious Basterds                                | Пер’єр ЛяПадіт                      |                                              |
| 2009 | Гола правда                                | The Ugly Truth                                      | Майк                                |                                              |
| 2009 | Тільки для закоханих                       | Couples Retreat                                     | Сальвадор                           |                                              |
| 2009 | Сурогати                                   | Surrogates                                          | Том Ґрір                            |                                              |
| 2009 | Асистент вампіра / Історія Одного Вампіра  | Cirque du Freak: The Vampire's Assistant            | Містер Тол                          |                                              |
| 2009 | 2012                                       | 2012                                                | Чарлі Фрост                         |                                              |
| 2010 | З Парижа з любов'ю                         | From Paris with Love                                | Чарлі Векс                          |                                              |
| 2010 | Зіркова хвороба                            | StarStruck                                          | Деніел Вайлд                        |                                              |
| 2010 | Полювання на колишню                       | The Bounty Hunter                                   | Майло Бойд                          |                                              |
| 2010 | Як приборкати дракона                      | How to Train Your Dragon                            | Стоїк                               |                                              |
| 2010 | Битва титанів                              | Clash of the Titans                                 | Драко                               |                                              |
| 2010 | Робін Гуд                                  | Robin Hood                                          | Алан з Лощини                       |                                              |
| 2010 | Команда А                                  | The A-Team                                          | Мердок                              |                                              |
| 2010 | Парочка копів                              | Cop Out                                             | Джімі Монро                         |                                              |
| 2010 | Початок                                    | Inception                                           | Імс                                 |                                              |
| 2010 | Копи на підхваті                           | The Other Guys                                      | Дейсон                              |                                              |
| 2010 | Волл-стріт 2: Гроші не сплять              | Wall Street: Money Never Sleeps                     | Бреттон                             |                                              |
| 2010 | Їсти молитися кохати                       | Eat Pray Love                                       | Феліпе                              |                                              |
| 2010 | Встигнути до                               | Due Date                                            | Бері                                |                                              |
| 2010 | Нещадний                                   | Faster                                              | Водій                               |                                              |
| 2011 | Кохання та інші ліки                       | Love and Other Drugs                                |                                     | Додатковий акторський склад                  |
| 2011 | Справжня мужність                          | True Grit                                           | Том Чейні                           |                                              |
| 2011 | Дилема (фільм,2011)                        | The Dilemma                                         | Дилема                              |                                              |
| 2011 | Король говорить!                           | The King's Speech                                   | Лайонел                             |                                              |
| 2011 | Глобальне вторгнення: Битва Лос-Анджелес   | Battle: Los Angeles                                 | Сержант Майкл Нанс                  |                                              |
| 2011 | Ранго                                      | Rango                                               | Поганець Білл                       |                                              |
| 2011 | Червона шапочка                            | Red Riding Hood                                     | Сезар                               |                                              |
| 2011 | Безшлюбний тиждень                         | Hall Pass                                           |                                     | Додатковий акторський склад                  |
| 2011 | Тор                                        | Thor                                                | Гоґун                               |                                              |
| 2011 | Форсаж 5: Пограбування в Ріо               | Fast Five                                           | Люк Гоббс                           |                                              |
| 2011 | Люди Ікс: Перший клас                      | X-Men: First Class                                  | Др. Шмідт                           |                                              |
| 2011 | Зелений Ліхтар                             | Green Lantern                                       | Сінестро                            |                                              |
| 2011 | Трансформери: Темний бік Місяця            | Transformers: Dark of the Moon                      | Брюс                                |                                              |
| 2011 | Училка                                     | Bad Teacher                                         | Рассел Ґеттіс                       |                                              |
| 2011 | Друзі по сексу                             | Friends with Benefits                               |                                     | Додатковий акторський склад                  |
| 2011 | Джок (мультфільм,2011)                     | Jock of the Bushveld                                |                                     | Додатковий акторський склад                  |
| 2011 | Смурфики                                   | The Smurfs                                          | Сміливець                           |                                              |
| 2011 | Ковбої проти прибульців                    | Cowboys & Aliens                                    | Джейк Лонерган                      |                                              |
| 2011 | Кіт у чоботях                              | Puss in Boots                                       | Джек                                |                                              |
| 2011 | Пригоди Тінтіна: Таємниця «Єдинорога»      | The Adventures of Tintin: The Secret of the Unicorn | Капітан                             |                                              |
| 2012 | Дівчина з тату дракона                     | The Girl with the Dragon Tattoo                     | Мікаель Блумквіст                   |                                              |
| 2012 | Хранитель часу                             | Hugo                                                |                                     | Додатковий акторський склад                  |
| 2012 | Маппет-шоу (фільм, 2011)                   | The Muppets                                         | Ґері                                |                                              |
| 2012 | Мачо і ботан                               | 21 Jump Street                                      | Домінґо                             |                                              |
| 2012 | Мадагаскар 3                               | Madagascar 3: Europe's Most Wanted                  | Віталій                             |                                              |
| 2012 | Літо. Однокласники. Любов                  | LOL                                                 |                                     | Додатковий акторський склад                  |
| 2012 | Брудна кампанія за чесні вибори            | The Campaign                                        | Тім Воттлі                          |                                              |
| 2012 | 007: Координати «Скайфолл»                 | Skyfall                                             | Джеймс Бонд                         |                                              |
| 2012 | Ральф-руйнівник                            | Wreck-It Ralph                                      | Ґенерал Голоґрам                    |                                              |
| 2012 | Хоббіт: Несподівана подорож                | The Hobbit: An Unexpected Journey                   | Торін Дубощит                       |                                              |
| 2013 | Мисливці на гангстерів                     | Gangster Squad                                      | Джон О’Мара                         |                                              |
| 2013 | Кохання по-дорослому                       | This Is 40                                          | Джейсон                             |                                              |
| 2013 | G.I. Joe: Атака Кобри 2                    | G.I. Joe: Retaliation                               | Роудблок                            |                                              |
| 2013 | Стартрек: Відплата                         | Star Trek Into Darkness                             |                                     | Додатковий акторський склад                  |
| 2013 | Форсаж 6                                   | Fast & Furious 6                                    | Люк Гоббс                           |                                              |
| 2013 | Людина зі сталі                            | Man of Steel                                        | полковник Гарді                     |                                              |
| 2013 | Всесвітня війна Z                          | World War Z                                         | Хав'єр                              |                                              |
| 2013 | Тихоокеанський рубіж                       | Pacific Rim                                         | Герк Гансен                         |                                              |
| 2013 | Сліпа удача                                | Runner, Runner                                      |                                     | Додатковий акторський склад, дубляж від 1+1  |
| 2013 | Гонка                                      | Rush                                                | Клей Раґацоні                       |                                              |
| 2013 | П'ята влада                                | The Fifth Estate                                    | Нік Девіс                           |                                              |
| 2013 | Тор: Царство темряви                       | Thor: The Dark World                                | Гоґун                               |                                              |
| 2013 | Капітан Філліпс                            | Captain Phillips                                    |                                     | Додатковий акторський склад                  |
| 2013 | Хоббіт: Пустка Смога                       | The Hobbit: The Desolation of Smaug                 | Торін Дубощит                       |                                              |
| 2014 | 47 Ронін                                   | 47 Ronin                                            | Кураносуке Оїші                     |                                              |
| 2014 | Lego Фільм                                 | The Lego Movie                                      |                                     | Додатковий акторський склад                  |
| 2014 | 300 спартанців: Відродження імперії        | 300: Rise of an Empire                              | Фемістокл                           |                                              |
| 2014 | Люди Ікс: Дні минулого майбутнього         | X-Men: Days of Future Past                          | Ерік Леншер (у минулому)            |                                              |
| 2014 | Як приборкати дракона 2                    | How to Train Your Dragon 2                          | Стоїк                               |                                              |
| 2014 | Трансформери: Час вимирання                | Transformers: Age of Extinction                     | Дрифт, Директор ЦРУ                 |                                              |
| 2014 | Геркулес                                   | Hercules                                            | Геркулес                            |                                              |
| 2014 | Інтерстеллар                               | Interstellar                                        | Роміллі                             |                                              |
| 2014 | Пінгвіни Мадагаскару                       | The Penguins of Madagascar                          | Ковальский                          |                                              |
| 2014 | Американський снайпер                      | American Sniper                                     | Вейн Кайл                           |                                              |
| 2014 | Хоббіт: Битва п'яти воїнств                | The Hobbit: The Battle of the Five Armies           | Торін Дубощит                       |                                              |
| 2015 | Вихід: Боги та царі                        | Exodus: Gods and Kings                              | Аарон                               |                                              |
| 2015 | Викрадена 3                                | Taken 3                                             | Браян Мілз                          |                                              |
| 2015 | Kingsman: Таємна служба                    | Kingsman: The Secret Service                        | Мерлін                              |                                              |
| 2015 | Робот Чаппі                                | Chappie                                             | Янкі                                |                                              |
| 2015 | Форсаж 7                                   | Fast & Furious 7                                    | Люк Гоббс                           |                                              |
| 2015 | Розлом Сан-Андреас                         | San Andreas                                         | Рей Ґейнз                           |                                              |
| 2015 | Шпигунка                                   | Spy                                                 | Рік Форд                            |                                              |
| 2015 | Еверест                                    | Everest                                             |                                     | Додатковий акторський склад                  |
| 2015 | Марсіянин                                  | The Martian                                         | Вінсент Капур                       |                                              |
| 2015 | Чорна меса                                 | Black Mass                                          | Фред                                |                                              |
| 2015 | 007: Спектр                                | Spectre                                             | Джеймс Бонд                         |                                              |
| 2015 | Сікаріо                                    | Sicario                                             | Метт                                |                                              |
| 2016 | Легенда Г'ю Гласса                         | The Revenant                                        | Андерсон                            |                                              |
| 2016 | Зразковий самець 2                         | Zoolander No. 2                                     |                                     | Додатковий акторський склад                  |
| 2016 | Брати з Ґрімзбі                            | Grimsby                                             | Себастьян Ґрімзбі                   |                                              |
| 2016 | Стартрек: За межами Всесвіту               | Star Trek Beyond                                    |                                     | Додатковий акторський склад                  |
| 2016 | Ніндзяґо: Майстри Спінджицу                | Ninjago: Masters of Spinjitzu                       | Надакхан, Кілоу, Механік,           |                                              |
| 2017 | Форсаж 8                                   | The Fate of the Furious                             | Люк Гоббс                           |                                              |
| 2017 | Король Артур: Легенда меча                 | King Arthur: Legend of the Sword                    | Око Джека                           |                                              |
| 2017 | Рятувальники Малібу                        | Baywatch                                            | Мітч Бученнон                       |                                              |
| 2017 | Трансформери: Останній лицар               | Transformers: The Last Knight                       | Дрифт                               |                                              |
| 2017 | Кінгсман: Золоте кільце                    | Kingsman: The Golden Circle                         | «Мерлін»                            |                                              |
| 2017 | Геошторм                                   | Geostorm                                            | Джейкоб (Джейк) Лоусон              |                                              |
| 2017 | Тор: Раґнарок                              | Thor: Ragnarok                                      | Хоґун                               |                                              |
| 2017 | Форма води                                 | The Shape of Water                                  | Стрікленд                           |                                              |
| 2017 | Три білборди за межами Еббінга, Міссурі    | Three Billboards Outside Ebbing, Missouri           | Чарлі Гейз                          |                                              |
| 2017 | Джуманджі: Поклик джунглів                 | Jumanji: Welcome to the Jungle                      | Смолдер Брейвстоун                  |                                              |
| 2018 | Суперсімейка 2                             | Incredibles 2                                       | Боб Парр/Містер Неймовірний         |                                              |
| 2018 | Хмарочос                                   | Skyscraper                                          | Вілл Сав'єр                         |                                              |
| 2018 | Мег                                        | The Meg                                             | Джонас Тейлор                       |                                              |
| 2019 | Як приборкати дракона 3: Прихований світ   | How to Train Your Dragon: The Hidden World          | Стоїк Безмежний                     |                                              |
| 2019 | Форсаж: Гоббс та Шоу                       | Fast & Furious Presents: Hobbs & Shaw               | Люк Гоббс                           |                                              |
| 2019 | Захар Беркут                               | The Rising Hawk                                     | Захар Беркут                        |                                              |
| 2019 | Джуманджі: Наступний рівень                | Jumanji: The Next Level                             | Смолдер Брейвстоун                  |                                              |
| 2020 | Мулан                                      | Mulan                                               | Сержант Цян                         |                                              |
| 2021 | 007: Не час помирати                       | No Time to Die                                      | Джеймс Бонд                         |                                              |
| 2021 | Червоне повідомлення                       | Red Notice                                          | Джоан Гартлі                        |                                              |
| 2022 | DC Ліга Супер-Улюбленців                   | DC League of Super-Pets                             |                                     | Додатковий акторський склад                  |
| 2022 | Швидкісний поїзд                           | Bullet Train                                        | Біла смерть                         |                                              |
| 2022 | Чорний Адам                                | Black Adam                                          | Чорний Адам                         |                                              |
| 2022 | Пограбування Муссоліні                     | Robbing Mussolini                                   | Борсаліно                           |                                              |
| 2022 | На Західному фронті без змін               | Westen nichts Neues                                 | Тьяден                              |                                              |
| 2023 | Операція «Фортуна»: Мистецтво перемагати   | Operation Fortune: Ruse de guerre                   | Орсон Фортуне                       |                                              |
| 2024 | Ніндзяґо: Повстання драконів               | Ninjago: Dragons Rising                             | Заркт                               |                                              |
| 2025 | Капітан Америка: Чудесний новий світ       | Captain America: Brave New World                    | Сет Волкер / Гремучник              |                                              |